# Waitakere City FC
Waitakere City Football Club is een Nieuw-Zeelandse voetbalclub uit Waitakere. De club is opgericht in 1989. De thuiswedstrijden worden gespeeld in het Fred Taylor Park.

## Gewonnen prijzen
- National Soccer League
  - Winnaar (5): 1990, 1992, 1995, 1996, 1997
  - Runner up (1): 1993
- Chatham Cup
  - Winnaar (3): 1994, 1995, 1996
  - Runner up (2): 1999, 2004

## Bekende (oud-)spelers
- Ronil Kumar